# Coenotephria convergaria
Coenotephria convergaria là một loài bướm đêm trong họ Geometridae.